# Корзун, Валерий Григорьевич
Вале́рий Григо́рьевич Ко́рзун (род. 5 марта 1953, Красный Сулин, Ростовская область) — российский космонавт. В сумме, за два полёта провёл на орбите 381 сутки 15 часов 40 минут, в том числе в открытом космосе 22 часа 20 минут.

## Биография
Родился 5 марта 1953 года в городе Красный Сулин.
В 1974 году окончил Качинское высшее военное авиационное училище лётчиков. Затем до 1987 года служил лётчиком в советских Военно-воздушных силах.
С 1987 по 1992 год проходил подготовку в Центре подготовки космонавтов им. Ю. А. Гагарина.
В качестве командира экипажа принимал участие в полёте Союз ТМ-24, который продлился с 17 августа 1996 года по 2 марта 1997 года.
С 5 июня по 7 декабря 2002 года был руководителем пятого экипажа Международной космической станции.
Статистика
| # | Стартовый корабль | Старт, UTC        | Экспедиция             | Корабль посадки | Посадка, UTC      | Налёт                       | Выходы в открытый космос | Время в открытом космосе |
| - | ----------------- | ----------------- | ---------------------- | --------------- | ----------------- | --------------------------- | ------------------------ | ------------------------ |
| 1 | Союз ТМ-24        | 17.08.1996, 13:18 | Союз ТМ-24, Мир-22     | Союз ТМ-24      | 02.03.1997, 06:44 | 196 суток 17 часов 26 минут | 2                        | 12 часов 33 минуты       |
| 2 | Индевор STS-111   | 05.06.2002, 21:12 | Индевор STS-111, МКС-5 | Индевор STS-113 | 07.12.2002, 19:37 | 184 суток 22 часа 14 минут  | 2                        | 09 часов 46 минут        |
|   |                   |                   |                        |                 |                   | 381 сутки 15 часов 40 минут | 4                        | 18 часов 19 минут        |

Затем работал в Центре подготовки космонавтов имени Ю. А. Гагарина.
С 2003 по 2008 год занимал должность заместителя по подготовке космонавтов.
Приказом начальника ЦПК Ю. В. Лончакова от 14 апреля 2014 года Корзун, являвшийся начальником 1-го управления ЦПК, освобожден от этой должности и назначен заместителем начальника ЦПК по подготовке космонавтов — командиром отряда космонавтов ЦПК.
В настоящее время является заместителем начальника ФГБУ НИИ ЦПК им. Ю. А. Гагарина.
На здании средней общеобразовательной школы № 2, где учился Герой, в г. Красный Сулин Ростовской области установлена мемориальная доска.

## Воинские звания
- лейтенант (30.10.1974).
- старший лейтенант (6.05.1977).
- капитан (16.07.1979).
- майор (23.07.1982).
- подполковник (2.08.1985).
- полковник (13.04.1993).
- генерал-майор (16.12.2004)

## Награды
- Герой Российской Федерации (11 апреля 1997) — за мужество и героизм, проявленные во время длительного космического полёта двадцать второй основной экспедиции на орбитальном научно-исследовательском комплексе «Мир»[6]
- орден «За заслуги перед Отечеством» IV степени (4 февраля 2004) — за мужество и высокий профессионализм, проявленные при осуществлении космического полёта на Международной космической станции[7][8]
- медаль «За заслуги в освоении космоса» (12 апреля 2011 года) — за большие заслуги в области исследования, освоения и использования космического пространства, многолетнюю добросовестную работу, активную общественную деятельность[8][9]
- медаль «За заслуги в проведении Всероссийской переписи населения»
- медаль «За отличие в воинской службе» II степени[8]
- медаль Алексея Леонова (Кемеровская область, 2015) — за четыре совершённых выхода в открытый космос[10]
- пять других медалей
- офицер ордена Почётного легиона (Франция, 1997 год)[8]
- командор ордена Короны (Бельгия, 2011 год)[8]
- 2 медали НАСА «За космический полёт»[8](NASA Space Flight Medal)
- медаль НАСА «За общественные заслуги» (NASA Public Service Medal)[8]
- Лётчик-космонавт Российской Федерации (11 апреля 1997)[6][8]
- премия Правительства Российской Федерации имени Ю. А. Гагарина в области космической деятельности (2016) — за создание технологии многосегментной подготовки к полёту экипажей международной космической станции